# René Arnoux (1858-1928)
René Arnoux, né le 1er septembre 1858 dans Montceau-les-Mines et mort le 15 mars 1928 dans le 16e arrondissement de Paris,,,, était un inventeur ainsi qu’un ingénieur et concepteur d'avions français. Il fut le premier pionnier de l'aviation à construire des ailes volantes à flèche fixe avec un profil auto-stable en S.

## Biographie
Il est né en 1858 à Montceau-les-Mines. Ses parents étaient Hyacinthe Henri Arnoux et Léonie, née Muel. Il épousa Jeanne Chardon le 3 juillet 1890,. Avant 1893, il travaille pour Continental Edison et les Ateliers Bréguet. En 1893, il fonda la société Chauvin Arnoux avec Raphaël Chauvin. Outre des instruments de mesure électriques, ils produisirent également des instruments de mesure pour l'aviation en 1909.
Il a été enterré au cimetière du Père-Lachaise.

## Avions du constructeur
- Arnoux 1909 Biplane, construit par le Société Astra[9]
- Arnoux 1912 Monoplane, construit par le Société Astra[10]
- Arnoux Stabloplan 1912
- Arnoux Stablavion 1913[11]
- Arnoux Stabloplan 1914
- ingénieurs Carmier et Lejay Simplex 10hp[12], d'après les principes de René Arnoux
- Arnoux Simplex 320hp[13]
- Arnoux HD14 sans Queue 1923